# Resolutie 1592 Veiligheidsraad Verenigde Naties
Resolutie 1592 van de Veiligheidsraad van de Verenigde Naties werd unaniem door de
VN-Veiligheidsraad aangenomen op 30 maart 2005 en
verlengde het mandaat van de MONUC-vredesmacht in de Democratische Republiek Congo.

## Achtergrond
In 1994 braken in de Democratische Republiek Congo etnische onlusten uit die onder meer
werden veroorzaakt door de vluchtelingenstroom uit de buurlanden Rwanda en Burundi.
In 1997 beëindigden rebellen de lange dictatuur van Mobutu en werd
Kabila de nieuwe president.
In 1998 escaleerde de burgeroorlog toen andere rebellen Kabila probeerden te verjagen. Zij zagen zich
gesteund door Rwanda en Oeganda.
Toen hij in 2001 omkwam bij een mislukte staatsgreep werd hij opgevolgd door zijn zoon.
Onder buitenlandse druk werd afgesproken verkiezingen te houden die plaatsvonden in 2006 en gewonnen
werden door Kabila.
Intussen zijn nog steeds rebellen actief in het oosten van Congo en blijft de situatie er gespannen.

## Inhoud

### Waarnemingen
Men bleef zeer bezorgd om de vijandelijkheden en mensenrechtenschendingen in het oosten van de
Democratische Republiek Congo. De overgangsregering van nationale eenheid werd
opgeroepen de daders te berechten. Verder bedreigden ook voormalige troepen van het Rwandese leger en
Interhamwe de bevolking en de relaties tussen Congo en Rwanda.
Een aanval van een van die milities op de MONUC-vredesmacht op 25 februari werd veroordeeld.
Voorts werd ook de illegale ontginning van Congo's natuurlijke rijkdommen, wat
het conflict verder aanwakkerde, hard veroordeeld.

### Handelingen
Het mandaat van de MONUC werd verlengd tot 1 oktober 2005. Er werd opnieuw geëist dat alle
partijen met de vredesmacht meewerkten en hun veiligheid en toegang tot het grondgebied verzekerden.
De Congolese overheid moest zorgen voor de bescherming van haar bevolking en hulpverleners; vooral door
haar gezag over heel Congo uit te breiden. Ook moest ze haar leger hervormen en zorgen dat dit leger
correct betaald en logistiek ondersteund werd.
Ten slotte werd geëist dat Oeganda, Rwanda en Congo een einde maakten aan het gebruik van hun grondgebied
om het wapenembargo tegen gewapende groepen in de regio te schenden. Alle landen in die regio moesten
ook enige steun aan de illegale ontginning van Congo's grondstoffen stoppen.

## Verwante resoluties
- Resolutie 1552 Veiligheidsraad Verenigde Naties (2004)
- Resolutie 1555 Veiligheidsraad Verenigde Naties (2004)
- Resolutie 1596 Veiligheidsraad Verenigde Naties
- Resolutie 1616 Veiligheidsraad Verenigde Naties

Lijst ·  1581 ·  1582 ·  1583 ·  1584 ·  1585 ·  1586 ·  1587 ·  1588 ·  1589 ·  1590 ·  1591 ·  1592 ·  1593 ·  1594 ·  1595 ·  1596 ·  1597 ·  1598 ·  1599 ·  1600 ·  1601 ·  1602 ·  1603 ·  1604 ·  1605 ·  1606 ·  1607 ·  1608 ·  1609 ·  1610 ·  1611 ·  1612 ·  1613 ·  1614 ·  1615 ·  1616 ·  1617 ·  1618 ·  1619 ·  1620 ·  1621 ·  1622 ·  1623 ·  1624 ·  1625 ·  1626 ·  1627 ·  1628 ·  1629 ·  1630 ·  1631 ·  1632 ·  1633 ·  1634 ·  1635 ·  1636 ·  1637 ·  1638 ·  1639 ·  1640 ·  1641 ·  1642 ·  1643 ·  1644 ·  1645 ·  1646 ·  1647 ·  1648 ·  1649 ·  1650 ·  1651